# 1969 en philosophie
Chronologie de la philosophie
- 1965
- 1966
- 1967
- 1968
- 1969
- 1970
- 1971
- 1972
- 1973

L’année 1969 a été marquée, en philosophie, par les événements suivants :

## Publications
- Johan Degenaar : Beweging Uitwaarts in samewerking met W. A. de Klerk en Marthinus Versfeld. Kaapstad: John Malherbe.
- Ludwig Wittgenstein ; édition posthume De la certitude, recueil d'aphorismes (rédigés entre 1949 et 1951).

### Rééditions
- Thomas Hobbes : 
  - Behemoth, or the Long Parliament, (1660-1668 publié à titre posthume en 1682), éd. T. Tönnies, revue par M.M. Goldsmith, Londres, F. Cass, 1969.
    - Béhémoth ou le Long Parlement, introduction, traduction et notes par L. Borot, Œuvres traduites, T. IX, Paris, Vrin, 1990.

## Décès
- 26 février : Karl Jaspers, philosophe allemand-suisse, né en 1883.